# Candy Darling
Candy Darling (* 24. November 1944 in Brooklyn, New York City; † 21. März 1974 in New York City; gebürtig James („Jimmy“) Lawrence Slattery) war eine US-amerikanische Trans-Filmschauspielerin. Sie gehörte zeitweise zu den Andy-Warhol-Superstars und der Factory-Szene.

## Leben
Candy Darlings Eltern waren die Buchhalterin Theresa Phelan und der Alkoholiker und Glücksspieler Jim Slattery. Sie wuchs in Brooklyn auf und hatte einen Halbbruder namens Warren. Die Familie lebte in einem kleinen Haus in Massapequa Park auf Long Island. Darling trug schon als Jugendliche Frauenkleider. Als ihre Mutter davon erfuhr, konfrontierte sie sie mit ihrem Wissen. Sie ging aus dem Zimmer und kam als Drag Queen gekleidet wieder herein. „Da wußte ich, dass ich daran nichts mehr ändern konnte“, meinte die Mutter. Darling nannte sich inzwischen „Hope“, verkehrte in Schwulenbars in Manhattan und ließ sich bei Ärzten auf der Fifth Avenue mit weiblichen Hormonen behandeln. Im Nachtclub The Tenth of Always sah sie erstmals den Popkünstler und Underground-Filmemacher Andy Warhol. Bald darauf wirkte sie erstmals an einem seiner Filme mit: Flesh von 1968. Regie führte allerdings nicht Warhol selbst, sondern dessen Assistent Paul Morrissey. Warhol musste sich damals gerade von einem Schusswaffen-Attentat erholen, das Valerie Solanas auf ihn verübt hatte.
Andy Warhol über diese Zeit:

„’67 waren Drag Queens noch kein akzeptierter Teil der Mainstream-Freak-Kreise. Sie hingen immer noch herum, wo sie immer herumgehangen hatten – an den Rändern der Gesellschaft. Sie hielten sich an ihre eigenen Zirkel – Ausgestoßene mit schlechten Zähnen [eine Nebenwirkung der Hormonbehandlungen] und Körpergeruch, billigem Make-Up und gruseligen Kleidern. Aber dann, ähnlich wie bei den Drogen, die sich inzwischen bei Durchschnittspersonen etabliert hatten, fingen die Leute an, sich ein bisschen mehr mit den Drag Queens zu identifizieren, sie als gewagte sexuelle Avantgarde statt als Verlierertypen zu sehen. So kam es, dass in den 1968er Jahren die Leute Drag Queens zu akzeptieren begannen, sogar mit ihnen flirteten und sie überall hin einluden.“

Warhol bezog sich damit wohlgemerkt auf die „In“-Kreise der New Yorker-Subkultur, nicht auf den Normalbürger aus Stadt oder Land. 
Ihre erste Hauptrolle bekam Candy Darling dann 1970/71 in Warhols Women in Revolt. Sie spielte eine Dame der Oberschicht, die in eine Frauenbefreiungsgruppe namens PIGS (Politically involved girls) gerät.
Die TV-Kritik über den Film, bei dessen Premiere unter anderem Diane von Fürstenberg anwesend war, war vernichtend: „Ein weiterer Beweis für Andy Warhols Talentlosigkeit. Wir wissen seit seinen gemalten Suppendosen darüber Bescheid.“ Am Tag nach der Uraufführung protestierten Frauen wütend vor dem Kino: Der Film würde den Feminismus verunglimpfen. „Was glauben diese Lesben, wer sie sind?“ meinte Darling. „Ich hoffe, sie haben die Kritiken gelesen. Die New York Times hat geschrieben, ich sähe aus wie eine Mischung von Kim Novak mit Pat Nixon. Und es stimmt, ich habe Pat Nixons Nase!“
Candy Darling orientierte sich stark an dem glamourösen Hollywood-Frauenbild der 1940er Jahre, ein Bild, das die emanzipierten Frauen der späten 1960er Jahre gerade abschütteln wollten.
Candy Darling wirkte noch in diversen Filmen außerhalb des Warhol-Clans mit, sogar in „seriösen“ Produktionen wie Klute von 1971, mit Jane Fonda und Donald Sutherland unter der Regie von Alan J. Pakula oder dem in Wien gedrehten Film Der Tod der Maria Malibran von Werner Schroeter aus dem Jahr 1972.

Im März 1974 verstarb Candy Darling mit 29 Jahren an einem Lymphom, das möglicherweise eine Nebenwirkung der Hormone war, die sie im Zuge ihrer Transition einnahm. Aus ihrem Testament: 

„Selbst meine vielen Freunde und meine in Fahrt gekommene Karriere verdecken nicht die Leere in mir, die dieses irreale Leben hinterlässt. Es langweilt mich einfach alles, man könnte sagen, ich bin zu Tode gelangweilt. Ich habe bereits mein eigenes Begräbnis organisiert, inklusive Gästeliste und Bezahlung. Ich hätte ein Star sein können, aber ich habe kein Interesse mehr.“

## Rezeption
Die zweite Strophe des Lou-Reed-Song Walk on the Wild Side bezieht sich auf Candy Darling, ebenso Candy Says von The Velvet Underground.
Eines der bekanntesten Bilder des Fotografen Peter Hujar zeigt Candy Darling im Krankenhaus kurz vor ihrem Tod 1974 (Candy Darling on her Deathbed). 2005 wurde es von Antony and the Johnsons für das Cover ihres Albums I Am a Bird Now verwendet, das den Mercury Music Prize gewann. 1987 verwendeten The Smiths ein Bild von Candy Darling für das Cover ihrer Single Sheila take a Bow.
Stephen Dorff spielte Candy Darling 1996 im Film I Shot Andy Warhol.
James Rasin drehte mit Beautiful Darling: The Life and Times of Candy Darling, Andy Warhol Superstar einen ausführlichen Dokumentarfilm über Candy Darling, der 2010 bei den Berliner Filmfestspielen (in der Sektion Panorama Dokumentationen) Premiere feierte. Im selben Jahr gewann er den Gold Hugo für die beste Dokumentation beim 46. Chicago International Film Festival.

## Filmografie
- 1968: Flesh – Regie: Paul Morrissey, Produktion: Andy Warhol
- 1970: Brand X – Regie: Win Chamberlain
- 1971: Some of My Best Friends Are... – Regie: Mervyn Nelson
- 1971: Andy Warhol’s Women in Revolt – Regie: Paul Morrissey
- 1971: Mortadella (US-Titel Lady Liberty) – Regie: Mario Monicelli; mit Sophia Loren; ungenannte Nebenrolle
- 1971: Klute – Regie: Alan J. Pakula; Candy spielt in der Disco-Szene mit; ungenannte Nebenrolle
- 1972: Der Tod der Maria Malibran – Regie: Werner Schroeter
- 1972: Blutnacht - Haus des Todes (Silent Night, Bloody Night) – Regie: Theodore Gershuny
- 1975: Johannas Traum (Kurzfilm, 1972 gedreht) – Regie: Werner Schroeter